# Saint-Quentin-la-Chabanne
Saint-Quentin-la-Chabanne ist eine Gemeinde im Zentralmassiv in Frankreich. Sie gehört zur Region Nouvelle-Aquitaine, zum Département Creuse, zum Arrondissement Aubusson und zum Kanton Felletin. 

## Lage
Saint-Quentin-la-Chabanne liegt am Flüsschen Gourbillon, im Westen entspringt die Beauze. Beide entwässern zur Creuse, die an der östlichen Gemeindegrenze verläuft. Die Gemeinde grenzt im Norden an Aubusson, im Nordosten an Moutier-Rozeille, im Osten an Felletin, im Südosten an Saint-Frion und Poussanges (Berührungspunkt), im Süden an Croze und Gioux, im Südwesten an La Nouaille, im Westen an Vallière und im Nordwesten an Saint-Marc-à-Frongier.
Die vormalige Route nationale 692 führt über Saint-Quentin-la-Chabanne.

## Sehenswürdigkeiten
- Kirche Saint-Quentin, seit 1914 ein Monument historique
- Menhir „Pierre Fitte“

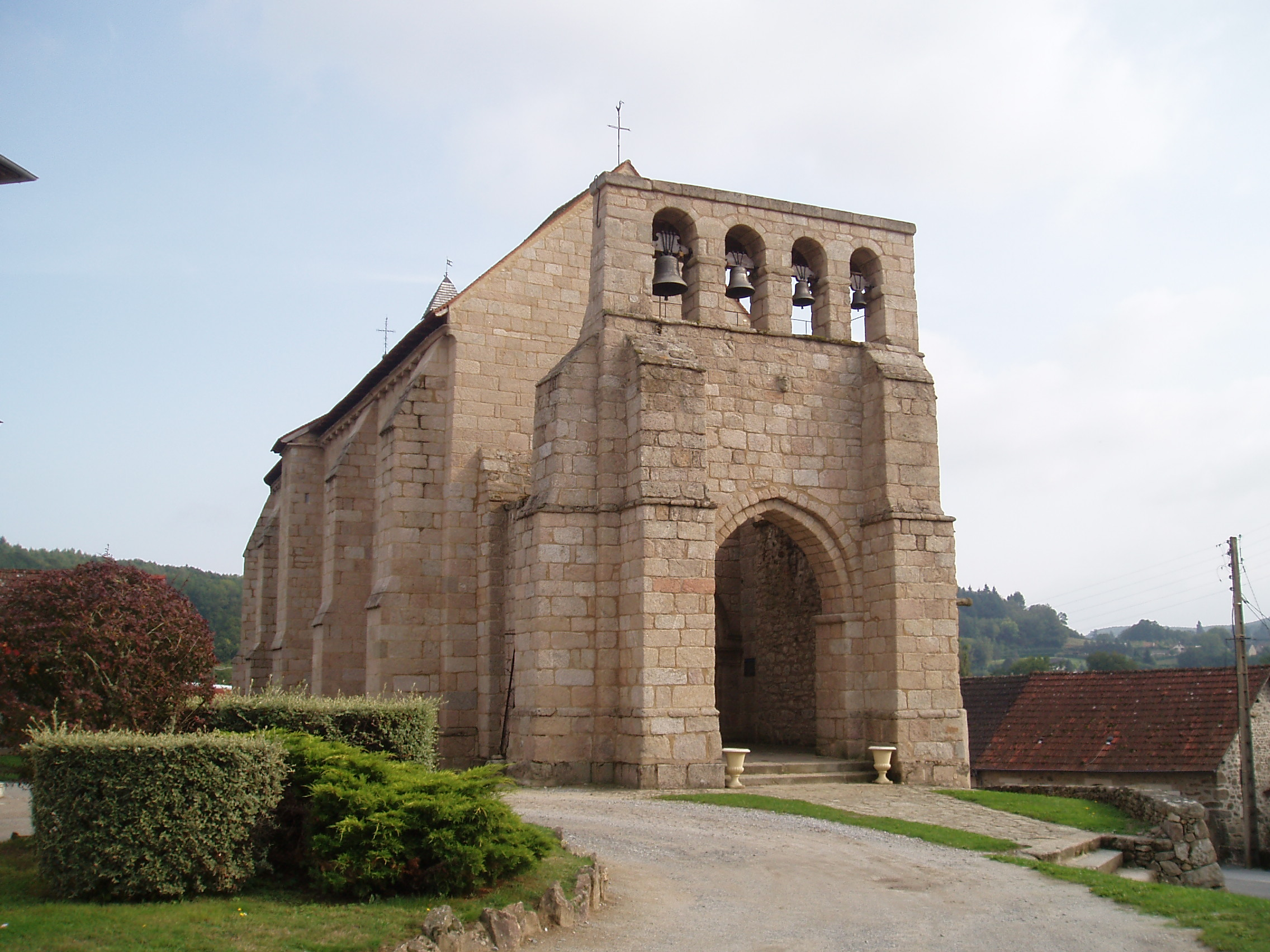
Kirche Saint-Quentin
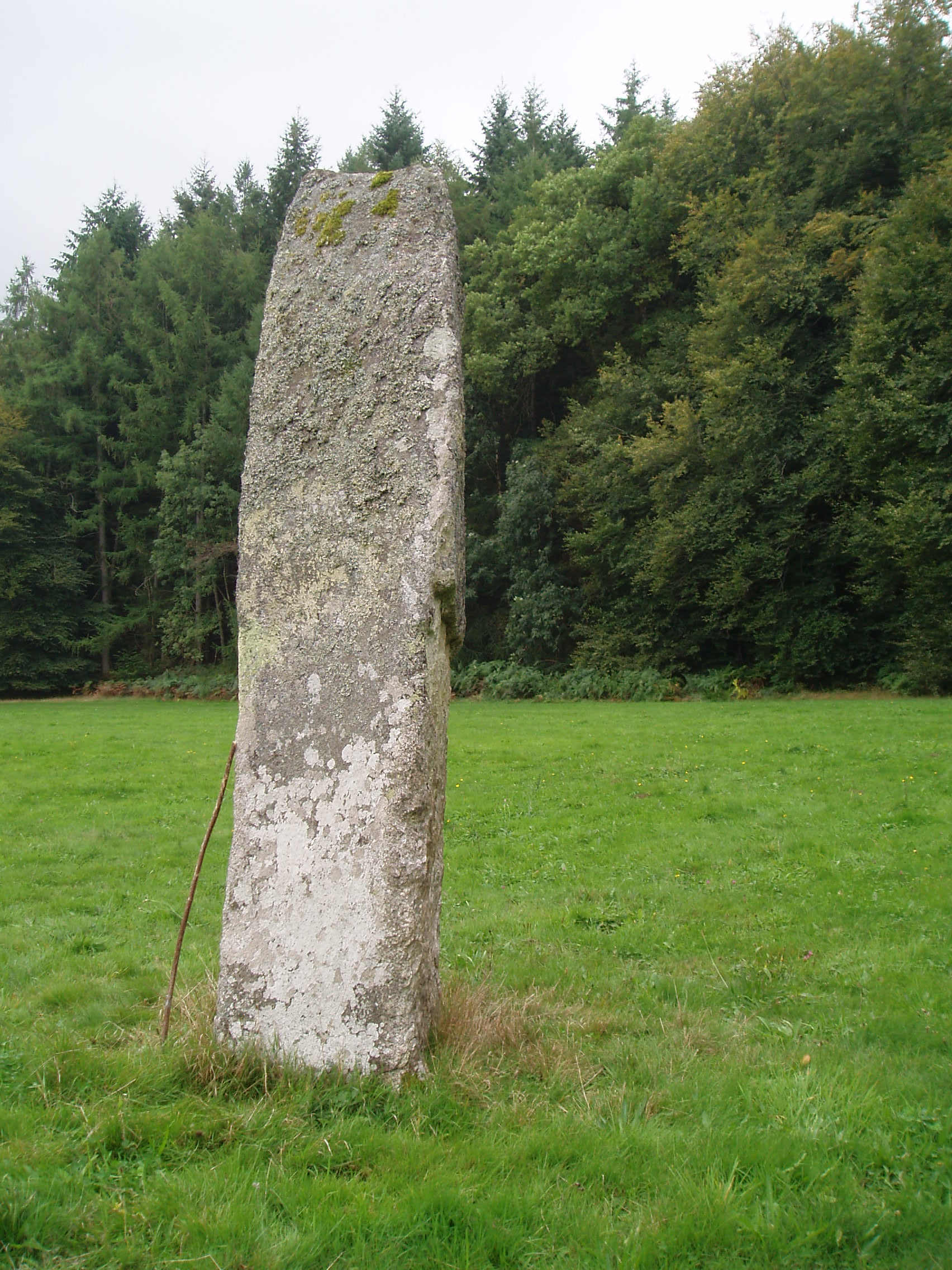
Menhir „Pierre Fitte“

## Bevölkerungsentwicklung
| Jahr      | 1962 | 1968 | 1975 | 1982 | 1990 | 1999 | 2008 | 2013 |
| --------- | ---- | ---- | ---- | ---- | ---- | ---- | ---- | ---- |
| Einwohner | 447  | 431  | 419  | 416  | 443  | 372  | 356  | 369  |